# Тойбер, Герман
Герман Тойбер (нем. Hermann Teuber; 12 августа 1894, Дрезден — 24 октября 1985, Мюнхен) — немецкий художник и график.

## Жизнь и творчество
Родился в семье торговца углем. Ещё в детстве посещал с отцом дрезденскую галерею Новый мастер. В 1908-1914 годах учился в католическом семинаре для учителей в Баутцене. Здесь создал свои первые пейзажные эскизы. С 1914 года служил в Дрездене помощником учителя. С 1916 года во время Первой мировой войны служил в германской армии артиллеристом на западном фронте, вплоть до окончания военных действий. В 1919 году поступил в Школу прикладного искусства в Дрездене (класс Георга Эрлера). В 1922  году продолжил  обучение Высшей школе изобразительного искусства в Берлине. Здесь он изучал графику у Ганса Мейда, в 1924-1926 годах посещал класс рисунка Карла Хофера. Одним из его соучеников был Эрнст Вильгельм Най. В 1926 году художник был награждён медалью прусского министерства культуры. После этого он провёл полгода в Париже, писал пейзажи северной Франции. По возвращении в Германию в 1928 году ему была присуждена премия Германа Илгена от города Дрездена, в 1931 году — премия Альбрехта Дюрера города Нюрнберга за графические работы, в 1935 году - поощрительная стипендия Кассельской академии художеств. Среди других его работ следует отметить изображения животных (картина «Кошка», выставка «Дрезденское искусство», 1930). Он также писал натюрморты. Был участником конкурса художников на Олимпийских играх в Берлине в 1936 году. 
В 1930-1935 годах Тойбер работал в своей мастерской в Берлине и становл участником берлинского сообщества художников «Клостерштрассе». Здесь он был близко знаком и дружен с такими деятелями культуры, как Кете Кольвиц, Герхрад Маркс, Оттилия и Людвиг Каспер, Герман и Мария Блюменталь, Герберт Тухольский, историки Вернер Хафтман и Курт Леонхард. В 1936 году художник вступил в брак с Элизабет Хакенберг и получил Римскую премию от Прусской академии искусств, после чего провёл год в Италии на Вилле Массимо. 
В годы господства в Германии национал-социалистов Тойбер состоял членом Имперской палаты изобразительного искусства и участвовал в многочисленных выставках. Однако на проводимой в 1937 году выставке акварелей, ему было отказано в экспозиции сделанных им во время поездки в Грецию работ. В том же году в рамках проводимой нацистами 
акции против «дегенеративного искусства» из художественных музеев Дуйсбурга и Гёрлица были удалены и уничтожены пять его произведений. 
В 1943 году Тойбер с семьёй переехал в западную часть Германии, в Калкар и занял бывшую мастерскую живописца Генриха Науэна. В 1944 году он был призыван на военную службу. В 1945 году его старое ателье в Берлине на Клостерштрассе было уничтожено во время бомбардировки. Погибли и все находившиеся там работы Тойбера. Окончание военных действий художник встретил в американском лагере для военнопленных под Шартром во Франции. С 1945 по 1950 год он жил с семьёй в Калкаре, в одном здании со скульптором Альфредом Забишем. Работал преподавателем рисования в школе-интернате. В эти годы Тойбер познакомился с братьями Гансом и Францем Йозефом ван ден Гринтен, студентами, изучавшими историю искусств. Братья, следуя рекомендациям Тойбера, коллекционировали произведения искусства, в том числе Иозефа Бойса и Рудольфа Шофса, послужившие основой при создании музея в замке Мойланд близ Калкара. В эту коллекцию также вошли работы самого Германа Тойбера. В 1948 году он был удостоен премии Карла Эрнста Остхауза города Хагена. 
В 1950-1960 годах Герман Тойбер служил профессором печатной графики Высшей художественной школы в Берлин-Шарлоттенбурге (западная часть города). Участник и призёр различных выставок и конкурсов: в 1951 году получил 1-ю премию конкурса комитета за композицию по конному спорту; в 1953 году - премию Корнелиуса города Дюссельдорфа; в 1954 году — 1-ю премию конкурса графики «Друзей изобразительного искусства» в Берлине и др. В эти годы главный его интерес представляла цветная литография. 
В 1961 году Тойбер переехал в Баварию. В 1962 году он был награждён почётным дипломом Международной выставки графики в Сайгоне (Вьетнам), в 1963 году он был почётным гостем на Вилле Массимо в Риме, в 1966 году стал членом Баварской академии изящных искусств, в 1972 году был награждён орденом «За заслуги» ФРГ 1-го класса. В 1972 году Тойбер окончательно переехал в Мюнхен. В 1977 году после присуждения ему премии Ловиса Коринта Восточно-германским союзом художников в Восточно-германской галерее в Регенсбурге состоялась выставка его работ. 
В 1977 году Тойбер начал постепенно терять зрение. В 1979 году скончалась его жена Элизабет. Свою последнюю картину художник написал в 1981 году.